# 王玲 (篮球运动员)
王玲（1978年6月9日—），辽宁辽阳人，中国女子篮球运动员，曾参加2004年夏季奥运会女子篮球比赛，获得第9名。她也参加了1998年亚洲运动会，结果获得亚军。